# Stade de l'Académie militaire du Caire
Le Stade de l'Académie militaire du Caire (en arabe : إستاد الكلية الحربية بالقاهرة) (prononcé Istād al-Kullīyah al-Ḥarbīyah bil-Qāhira) est un stade bâti en 1989 au Caire, en Égypte. 
Avec une capacité de 28 500 places, il sert de stade à l'équipe professionnelle de football de Tala'ea El Geish.

## Histoire
Le stade est construit en 1989, pour les équipes militaires et les étudiants de l'Académie militaire du Caire. Le stade a accueilli au début des années 2000 pendant la rénovation du Stade international du Caire les matchs à domicile des clubs d'Al Ahly SC et du Zamalek.
Il est l'un des 6 stades choisis pour accueillir la CAN 2006 en Égypte. 
L'enceinte accueille des matchs de la phase finale de la Ligue des champions féminine de la CAF 2021.
Un projet est à l'étude pour l'agrandir et atteindre 65 000 spectateurs.

## Événements
- Coupe d'Afrique des nations de football 2006